# Sebil
Sebil ali sabil (arabsko سبيل, latinizirano: sabīl; turško sebil) je majhen kiosk v islamski arhitekturni tradiciji, kjer se voda brezplačno deli prebivalcem za zamreženim oknom. Izraz se včasih uporablja tudi za preproste fontane brez posadke s pipo za pitno vodo , čeprav za takšne fontane pogosto obstajajo druga imena (kot je çesme v turščini).
Zgodovinsko gledano so sebili strukture tako državljanskega kot verskega pomena v muslimanskih mestih, najbolj vidne v mestih Osmanskega cesarstva  s sedežem v današnjem Carigradu in mameluškega sultanata s sedežem v Kairu. Zgradili so jih na križišču, sredi mestnih trgov ter na zunanji strani mošej in drugih verskih kompleksov, da bi popotnikom zagotovili pitno vodo in pomagali obrednemu čiščenju (umivanju) pred molitvijo.

## Etimologija
Beseda sebil ali sabil izvira iz arabskega glagolskega korena sabala (سبل), kar pomeni »pustiti pasti, spustiti, pustiti, da visi, zapreti oči ali točiti solze«.  Sabil je sprva pomenil "cesta" ali " pot" in se v Koranu uporablja tako metaforično kot dobesedno v več primerih. Njena uporaba kot arhitekturni izraz za javno vodno stavbo ali vodnjak verjetno izhaja iz bolj abstraktnega pomena, ki ga je pridobila, da se nanaša na splošna dejanja ali določbe, storjene za božjo voljo (kot je dobrodelno dejanje).

## Opis in funkcija
Tipičen sebil je bil zgrajen nad podzemno cisterno, ki je oskrbovala vodo za distribucijo. V nekaterih primerih je voda, črpana iz cisterne, nato stekla po okrasni izrezljani marmorni plošči, imenovani selsebil (ali salsabil), ki je morda služila tudi namenu prezračevanja vode, ko je prihajala iz cisterne. Spremljevalec je zbiral vodo in jo delil mimoidočim zunaj sebila, običajno skozi okno s kovinsko rešetko.
Ta storitev je bila za prebivalce brezplačna in je bila plačana s prihodki ali sredstvi dobrodelne dajatve, islamskega vakufa, ki jo je zagotovil ali ustanovil pokrovitelj, ki je stavbo naročil. Darovanje denarja za gradnjo sebil je veljalo za dejanje pobožnosti, gradnja številnih sebil pa je veljala za znak dobrodejnega vladarja.
- Ulična fasada sabila Tusun Paše (ali sabila Mohameda Alija), Kairo, dokončana leta 1820..
- Območje za točenje vode v notranjosti sebila. (Sabil Tusun Paše ali Mohamed Ali, Kairo, 19. stoletje..)
- Podzemna cisterna za sebil. (Sabil Tusun Paše ali Mohamed Ali, Kairo, 19. stoletje..)

## Zgodovina

### Izvor v islamskem svetu
V obdobju oblikovanja zgodnje islamske družbe (7. stoletje naprej) je islamski svet podedoval vodne tradicije poznoantičnega sredozemskega sveta (prej pod rimsko in bizantinsko oblastjo) in iranskega sveta (prej pod sasanidsko oblastjo). Islamska družba je obstoječe metode razvila v nove ali obudila zanemarjene. Poleg rednih potreb po vodi za pitje in za kmetijstvo je imela voda pomembno vlogo tudi pri umivanju ali očiščevalnem obredu, ki je bil v islamu potreben pred molitvijo, tako da so bile že zgodnje mošeje opremljene bodisi z bazenom ali vodnjakom. Voda je imela tudi drug verski ali duhovni simbolni pomen, saj je bila povezana z rajem (nebesi) in je bila v Koranu uporabljena kot simbol stvarstva. Koran opisuje vodo kot blagoslov od Boga (Alaha), nekateri hadisi pa spodbujajo muslimane, naj ponudijo vodo žejnim ljudem in živalim.
Tako je voda postala pomemben element v islamski arhitekturi, tako kot praktična/verska ponudba kot tudi za estetske učinke. Hamami (javna kopališča), podedovani po rimskem modelu, so poleg javnih vodnjakov še naprej ostali bistveni javni objekt v islamskih mestih. Hkrati je bila voda predstavljena v oblikovanju palač in vrtov že v obdobju Omajadov (7.–8. stoletje). Igrala je vlogo v formalnih vrtovih (kot so perzijski vrtovi) in v arhitekturi palač, kot na primer v znamenitem primeru Alhambre v Španiji.
Razpravlja se o tem, kako se je najprej razvil arhitekturni format samega sebila. Medtem ko je bila voda vpletena v arhitekturno zasnovo po vsem islamskem svetu, je sebil kot prepoznavna struktura s posebnim namenom povezan predvsem z mameluškim sultanatom in Osmanskim cesarstvom, pri čemer imata Carigrad in Kairo številne primere.Za njegovo arhitekturo so trdili, da črpa navdih iz opisov raja v Koranu.

### Sabili v mameluškem Kairu
Najstarejši sabil, za katerega imamo datum, je v Damasku v Siriji in je datiran v leto 1077–78 n. št. (570 AH) glede na napis, ki je veliko pred vladavino Ajubidov ali Mamelukov v Egiptu in Siriji. Najzgodnejši (preživeli) sabil v Kairu je tisti, ki ga je postavil mameluški sultan al-Nasir Muhammad na vogalu monumentalnega kompleksa bolnišnice-medrese-mavzoleja njegovega očeta med obnovo v letih 1325–1326. Ko se je mameluška arhitektura razvijala, so sabili postali standardna značilnost verskih in pogrebnih kompleksov, ki so jih zgradile mameluške elite, običajno pa jih je spremljal tudi kuttab (prostor, ki ponuja osnovnošolsko izobraževanje, zlasti branje Korana). Te strukture "sabil-kuttab" so bile pogosto nameščene na vogalu stavbnega kompleksa ob prometni cesti ali na križišču. Sabil je bil na nivoju tal ali ulice (kjer je bil dostopen mimoidočim), medtem ko je bil kuttab običajno nad njim na zgornjih nivojih. Mameluški sabili so imeli pročelja z velikimi okni, prekrita s težkimi bronastimi rešetkami, njihova zunanjost pa je bila lepo okrašena, običajno kamnoseško na površini in z večbarvnimi marmornimi ploščami nad okni. Tudi notranjost je bila običajno okrašena z marmornimi mozaiki in poslikanimi lesenimi stropi, medtem ko je voda iz cisterne pogosto kapljala čez okrasno izrezljano marmorno ploščo (znano kot salsabil), preden jo je pobral sabilov spremljevalec.
V obdobju mamelukov so bile takšne strukture skoraj vedno integrirane v večjo stavbo in so bile le redko zgrajene kot ločene ali samostojne strukture. Najzgodnejši samostoječi ali neodvisni sabil-kuttab je bil tisti, ki ga je zgradil sultan Qaytbay leta 1479 (Sabil-Kuttab iz Qaytbaya) ob ulici Saliba. Šele pod osmansko oblastjo (od leta 1517 naprej) so neodvisni sabil-kuttabi postali običajna stavba v Kairu, z opaznimi primeri, kot je Sabil-kuttab Abd al-Rahmana Katkhude v Bayn al-Qasraynu. To je bilo deloma zato, ker so imeli osmanski guvernerji in elite tega obdobja razmeroma omejena sredstva, sam Kairo pa je postal gosto pozidan, tako da je ostalo malo prostora za večjo gradnjo. Kot taka je majhna, a večnivojska struktura "sabil-kuttab" postala stroškovno učinkovita možnost za politične elite, da ponujajo dobrodelne storitve splošnemu prebivalstvu, kar jim je posledično pomagalo javno pokazati svojo pobožnost.

### Sebili v osmanskem Konstantinoplu
V Konstantinoplu v 16. stoletju so bili sebili simbol javne posesti. Poskusu dodajanja pip (pip) so nasprotovali, ker je bilo to zaznano kot omejevanje javnega dostopa do blagoslovov narave. V kasnejših stoletjih so sebili postali prefinjeno okrašene strukture, bodisi pritrjene na komplekse mošej bodisi kot samostojne strukture, pogosto na prometnih križiščih ali vogalih ulic. Bili so vidna vrsta gradnje v "obdobju tulipanov" (obdobje mira v Osmanskem cesarstvu) v času vladavine Ahmeda III. v začetku 18. stoletja, v katerem se je pojavil "rokoko" osmanski arhitekturni slog, in v kasnejši "baročni" fazi osmanske arhitekture, ki je sledila. Vodnjak Ahmeda III., poleg palače Topkapı in Hagije Sofije, je eden najbolj znanih in izpopolnjenih primerov. Tako kot drugi javni spomeniki so bili pogosto popisani z osmansko turškimi verzi, ki so tvorili kronogram z uporabo Abdžadovih številk do datuma gradnje. V preteklosti so med prazniki in velikimi praznovanji nekateri sebili delili tudi sladkano sadno pijačo, imenovano "šerbet" ali drug sadni sok.
Vse do širjenja hišnega vodovoda do konca 20. stoletja so bili sebili in drugi vodnjaki nujni za vsakdanje življenje prebivalcev Carigrada. V današnjem Carigradu so bili številni sebili bodisi zapuščeni ali pa služijo drugim funkcijam, kot so komercialne trgovine. Nekateri so bili obnovljeni kot del širših zgodovinskih arhitekturnih kompleksov, vendar še vedno ne služijo svojemu prvotnemu namenu.

## Primeri
- Vodnjak ali sebil iz obdobja Hafsid blizu Bab Sidi Abdessalem, Tunis
- Vodnjak Qaytbaj na Tempeljskem griču, Jeruzalem (1482)
- Fontana Mouassine iz 16. stoletja v Marakešu
- Veliki vodnjak v Samokovu v Bolgariji, ki so ga zgradili Osmani leta 1660
- Sabil-Kuttab iz Katkhude, Kairo, (1744)
- Sebil mošeje Damat Ibrahim, Carigrad (1720)
- Vodnjak Ahmeda III. v Üsküdarju v Carigradu (1728)
- Okno sabila v Tunisu, poleg vhoda v medreso al-Bashiya, iz leta 1752
- Sebil na Baščaršiji, Sarajevo (1753)
- Sebil Ali Bey Al-Kabir v Tanti, Egipt (18. st.)
- Sabil Isma'il Paše v Kairu (1828)
- Osmanski sebil, pritrjen na mošejo Al-Jazzar, Aka, Izrael
- Osmanski vodnjak-sebil iz zgodnjega 19. stoletja, pritrjen na mošejo Mahmoudiya v Jaffi v Izraelu.
- Vodnjak-sebil pred Rahelino grobnico, blizu Betlehema. Na obrazu je vklesan poznoosmanski grb
- Vodnjak Nejjarine v Fesu v Maroku (19. stoletje)